# Die Königin der Riviera
Die Königin der Riviera (Originaltitel: Good and Naughty) ist eine US-amerikanische Stummfilmkomödie aus dem Jahr 1926 von Malcolm St. Clair mit Pola Negri und Tom Moore in den Hauptrollen. Das Drehbuch basiert auf dem Bühnenstück Pouche von René Peter und Henri Falk sowie der englischen Adaption Naughty Cinderella von Avery Hopwood.

## Handlung
Germaine Morris, die als hässliches Entlein gilt, ist in ihren Arbeitgeber Gerald Gray verliebt, einen Innenarchitekten der feinen Gesellschaft. Sie ist besorgt über dessen Affäre mit Claire, der Frau des reichen Maklers Thomas Fenton. Als Claire Gerald zu einem Yachtausflug nach Florida einlädt, lädt sein Freund Bunny West das Showgirl Chouchou Rouselle ein, sich als Geralds Verlobte auszugeben, doch Germaine beschließt, ihre eigene weibliche Schönheit zu verwenden. 
In Florida gewinnt Germaine die Aufmerksamkeit aller Männer, was einen Streit zwischen Claire und Gerald auslöst. Fenton hofft, eine Briefpartnerin als Scheidungsgrund zu finden. Als Germaine im Negligé eine Pfeife in Geralds Zimmer bringt, macht er ihr einen Heiratsantrag. Fenton schlägt vor, Germaine mitzunehmen, und überlässt Claire und Gerald ihrer Wege. Doch Smith, der Verehrer des Showgirls, versucht, sie für sich zu beanspruchen und wird von Gerald geschlagen, der eine Versöhnung zwischen den Fentons bewirkt und das Mädchen, das er liebt, für sich beansprucht.

## Hintergrund
Am 26. Februar 1926 wurde bekannt gegeben, dass Famous Players-Lasky die Filmrechte an dem Naughty Cinderella erworben hatte. Die Hauptrollen sollten Pola Negri und Tom Moore spielen, Regie sollte Malcolm St. Clair führen. Am 11. März 1926 wurde der Titel in Good and Naughty geändert.
Am 3. April 1926 wurde gemeldet, dass die Dreharbeiten bald auf der Ferieninsel Coronado vor San Diego beginnen. Negri wurde Berichten zufolge auf einer „prachtvollen Yacht“ dorthin gefahren. Am folgenden Tag wurde berichtet, dass die Hauptdreharbeiten begonnen hätten. Ab dem 17. April wurden die Dreharbeiten in den Paramount-Studios fortgesetzt. Am 2. Mai 1926 wurde der Abschluss der Dreharbeiten gemeldet.
Die Premiere des Films fand am 7. Juni 1926 statt.
Paramount verfilmte 1932 eine weitere Adaption des Stücks unter dem Titel Madame verliert ihr Kleid (OT: This Is the Night), Regie führte Frank Tuttle.
Howard Greer war für das Kostümbild zuständig.
Da keine Kopien der sechs Filmrollen existieren, gilt der Film als verschollen.

## Kritiken
Mordaunt Hall von der The New York Times schrieb, diese künstliche, aber kompetent gespielte Leinwandchronik sei eine angenehme Unterhaltung und beweise ihren Wert durch die periodischen Lachanfälle, die sie hervorrufe. Malcolm St. Clair führe bei diesem Werk Regie, das zwar stellenweise nicht wenig verspielt sei, aber dennoch die Aufmerksamkeit fessele.

## Auszeichnungen
Ford Sterling wurde 1926 mit dem Photoplay Award als bester Darsteller des Monats August ausgezeichnet.